# Hydantoin
Hydantoin ist eine gesättigte, heterocyclische Verbindung und ein Derivat des Imidazols. Aufgrund seiner Lactam-Struktur (cyclisches Amid) kann Hydantoin als Derivat des Harnstoffs oder auch der Aminosäure Glycin betrachtet werden. Es kristallisiert leicht und bildet farblose Kristalle mit einem schwach süßlichen Geschmack.

## Geschichte & Vorkommen
Im Rahmen seiner Arbeiten über die Abbauprodukte der Harnsäure erhielt Adolf von Baeyer 1861 durch Reduktion von Allantoin (Primär-Abbauprodukt der Harnsäure) mit Iodwasserstoff ein weißes kristallines Pulver, das er Hydantoin (IUPAC: Imidazolidin-2,4-dion) nannte.
Harnsäure – Allantoin – Hydantoin

## Gewinnung und Darstellung
Hydantoin lässt sich nach F. Urech (1873) durch Umsetzen von Glycin mit einem Isocyanat erhalten (siehe auch Friedrich Wöhler, Harnstoffsynthese). Dabei kondensiert Glycin mit Isocyanat zur Hydantoinsäure, die beim Erwärmen im Sauren Wasser abspaltet.

## Eigenschaften
Unter üblichen Bedingungen ist Hydantoin stabil. In Wasser hydrolysiert es säurekatalysiert als Dilactam zur Hydantoinsäure.

## Verwendung
Hydantoin wird unter anderem zur Synthese von Aminosäuren und als Weichmacher für Textilien und als Schlichtemittel verwendet. Im basischen Medium  kann die Methylengruppe in Position 5 deprotoniert werden, so dass eine Kondensationsreaktion mit Aldehyden oder Ketonen abläuft. Hydrierung und Hydrolyse der Kondensationsprodukte liefert racemische 2-Aminosäuren.

### Verwendung der Derivate

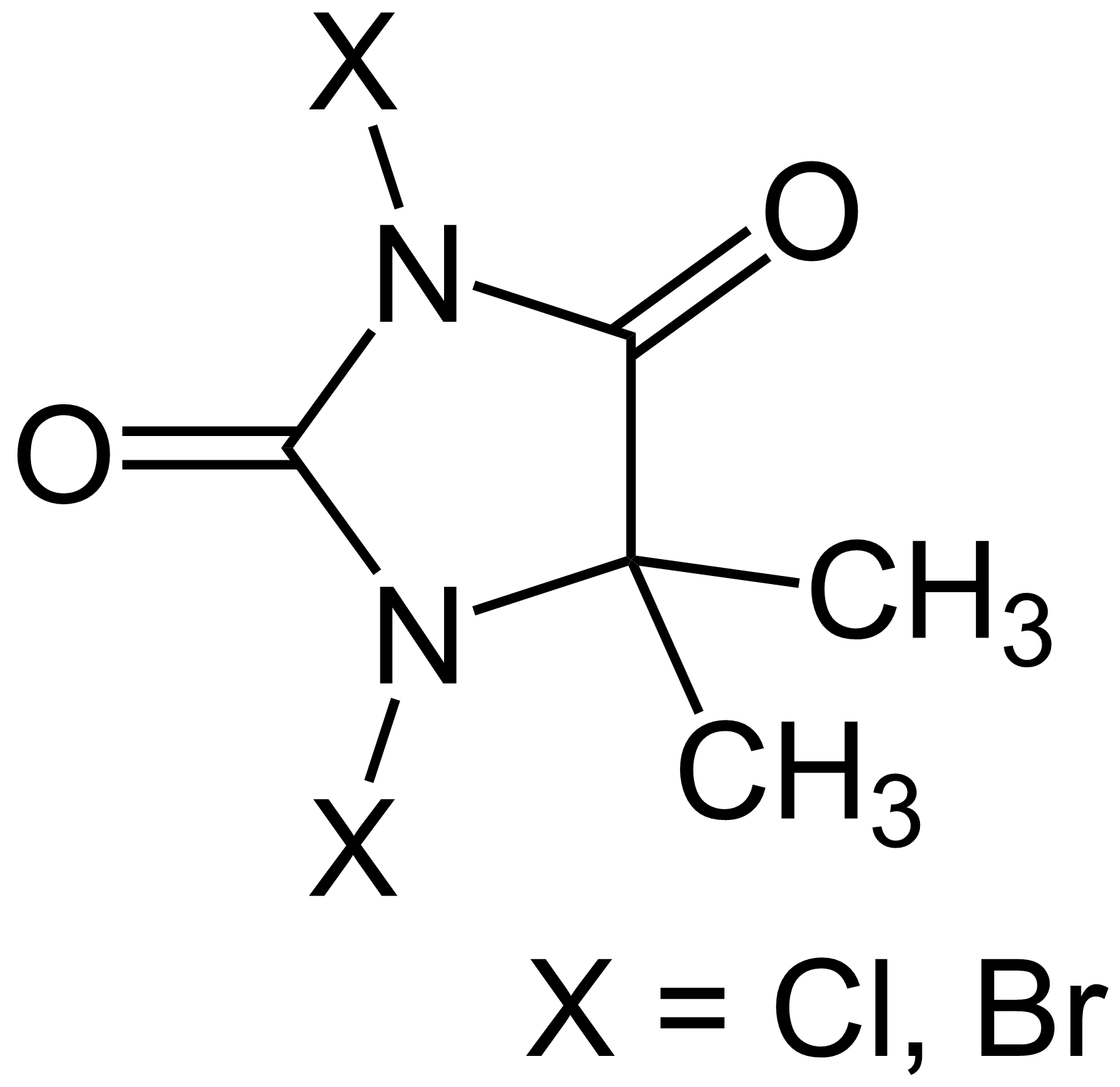
N-Halogenierte Hydantoin-Derivate

N-Halogenierte Derivate des Hydantoins werden als Desinfektionsmittel benutzt.
- Dichlordimethylhydantoin (DCDMH)
- Bromchlordimethylhydantoin (BCDMH)
- Dibromdimethylhydantoin (DBDMH)

Einige Derivate haben Bedeutung als Antikonvulsiva (Antiepileptika).
- Ethotoin
- Phenytoin
- Mephenytoin
- Fosphenytoin

Polyhydantoine sind als wärmebeständige Kunststoffe bekannt geworden.